# The Burning Heart
The Burning Heart är det svenska rockbandet Takidas fjärde studioalbum. Det släpptes 27 juli 2011.

## Låtlista
1. "Haven Stay"
2. "Willow and Dead"
3. "In the Water"
4. "Was It I?"
5. "Fire Away"
6. "The Artist"
7. "Ending Is Love"
8. "The Fear"
9. "The Burning Heart"
10. "Silence Calls (You and I)"
11. "It's My Life"
12. "You Learn"

## Listplacering
| Lista (2011-2012) | Topplacering |
| ----------------- | ------------ |
| Sverige           | 1            |

### Fotnoter
1. ↑  ”Listplacering”. http://hitparad.se/showitem.asp?interpret=Takida&titel=The+Burning+Heart&cat=a. Läst 6 augusti 2011.